# Drizzt Do'Urden

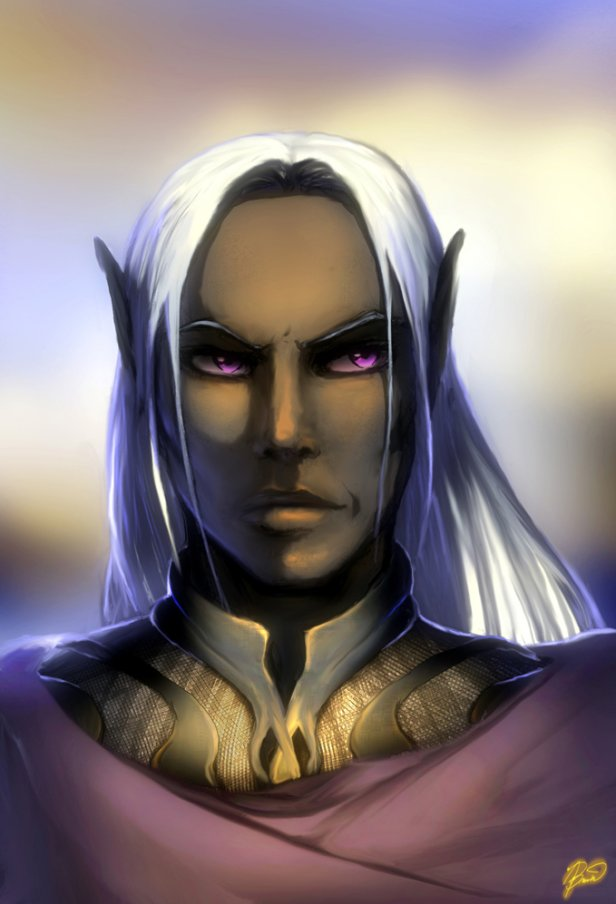
Drizzt Do'Urden

Drizzt Do'Urden je fiktivní postava z románů Forgotten Realms (Ztracená království) spisovatele Roberta Anthony Salvatoreho. Pojednává se o něm především v řadě "Legendy o Drizztovi", která víceméně udává dějovou linii Salvatoreho příběhů. Drizzt je drow (temný elf), příslušník rodu Do'Urden, který vyniká tím, že na rozdíl od ostatních příslušníků své rasy (snad až na jeho otce Zaknafeina) velmi dbá na svůj kodex cti a snaží se odloučit od zvrhlých zvyků svého druhu, kterými je z těchto důvodů nepochopen a zavrhován. Je také znamenitým bojovníkem a měl po Zaknafeinovi nastoupit na místo bojového mistra rodu.

## Rodina
Otec - oficiálně je jím Rizzen(patron rodu Do´Urden), ale každý ví, že je to Zaknafein Do'Urden,nejlepsi šermíř v Menzoberranzanu

Matka - Matrona rodu Do'Urden Zlovůle

Bratři:

Nalfein Do'Urden - první syn rodu; při Drizztově narození byl zavražděn Dininem

Dinin Do'Urden - druhý syn rodu

Sestry:

Maya Do'Urden - nejmladší dcera Matrony Zlovůle

Vierna Do'Urden - druhá nejmladší dcera Matrony Zlovůle; vychovávala Drizzta, další Zaknafeinovo dítě

Briza Do'Urden - nejstarší a nejoblíbenější dcera Matrony Zlovůle

## Výskyt
Ve všech knihách řady "Legendy o Drizztovi", chronologicky:

DR - počítání roků ve světě Forgotten Realms

### Temný elf (The Dark Elf Trilogy)
Domovina (Homeland, 1990) - popisuje Drizztovo dětství a život mezi drowy

Vyhnanství (Exile, 1990) - popisuje Drizztův život v Temných říších

Útočiště (Sojourn, 1991) - pojednává o Drizztově životě na povrchu

The Fires of Narbondel - krátký příběh z Temných říší, hlavním charakterem je sice Zaknafein, ale Drizzt má vedlejší roli

### Planina ledového větru(The Icewind Dale)
Magický Krystal (The Crystal Shard, 1988) - odehrává se v Desetiměstí a jeho okolí, kniha popisuje válku s Akarem Kesselem a seznámení s Wulfgarem

Stříbrné Prameny (Streams of Silver, 1989) - pojednává o hledání síní mitrilu

Rubínový klenot (The Halfling's Gem, 1990) - příběh o Drizztově a Wulfgarově výpravě za záchranou Regise

### Drowův odkaz (Legacy of the Drow)
Dark Mirror - povídka

Odkaz (The Legacy, 1992)

Bezhvězdná noc (Starless Night, 1993)

Obklíčeni temnotou (Siege of Darkness, 1994)

Cesta k úsvitu (Passage to Dawn, 1996)

### Temné stezky (Paths of Darkness)
Tichá čepel (The Silent Blade, 1998)

Páteř světa (The Spine of the World, 1999)

Servant of the Shard (2000) - je také první knihou v sérii "The Sellswords"

Mečové moře (Sea of Swords 2001)

Příběhy o Drizztovi (The Collected Stories 2011) - sbírka povídek

### Lovcovy čepele (The Hunter's Blades Trilogy)
Tisíc orků (The Thousand Orcs, 2002)

Osamělý Drow (The Lone Drow, 2003)

Dva Meče (The Two Swords, 2004)

The Dowry - povídka

Comrades at Odds - povídka

### Změna (Transitions)
Král orků (The Orc King, 2007)

Král pirátů (The Pirate King, October 2008)

Král duchů (The Ghost King, October 2009)

### Žoldáci (Sellswords)
(v této sérii se Drizzt nevyskytuje. Bývá zde jen zmiňován hlavními hrdiny Jarlaxlem a Entrerim)
Služebník krystalu (Servant of the Shard, 2000)

Slib Čarodějného krále (Promise of the Witch King, October 2005)

Cesta patriarchy (Road of the Patriarch, October 2006)

### Neverwinter
Gauntlgrym (Gauntlgrym, October 2010)

Letohrad (Neverwinter, October 2011)

Charonův spár (Charon's Claw, August 2012)

Poslední hranice (The Last Threshold, March 2013)

### Rozervání (Sundering)
Společníci (The Companions, 2013)

### Kodex společníků (Companions Codex)
Noc Lovce (Night of the Hunter, 2014)

Vzestup krále (Rise of the King, 2014)

Pomsta železného trpaslíka (Vengeance of the Iron Dwarf, 2015)

### Návrat domů (Homecoming)
Arcimág (Archmage, 2015)

Maestro (Maestro, 2016)

Hrdina (Hero, 2016)
Některé knihy o Drizztovi byly vydány i jako komiks.